# 裂叶毛果委陵菜
裂叶毛果委陵菜（学名：Potentilla eriocarpa var. tsarongensis）为蔷薇科委陵菜属下的一个变种。

## 扩展阅读
- 維基物種上的相關：裂叶毛果委陵菜